# 萨托里奥博物馆

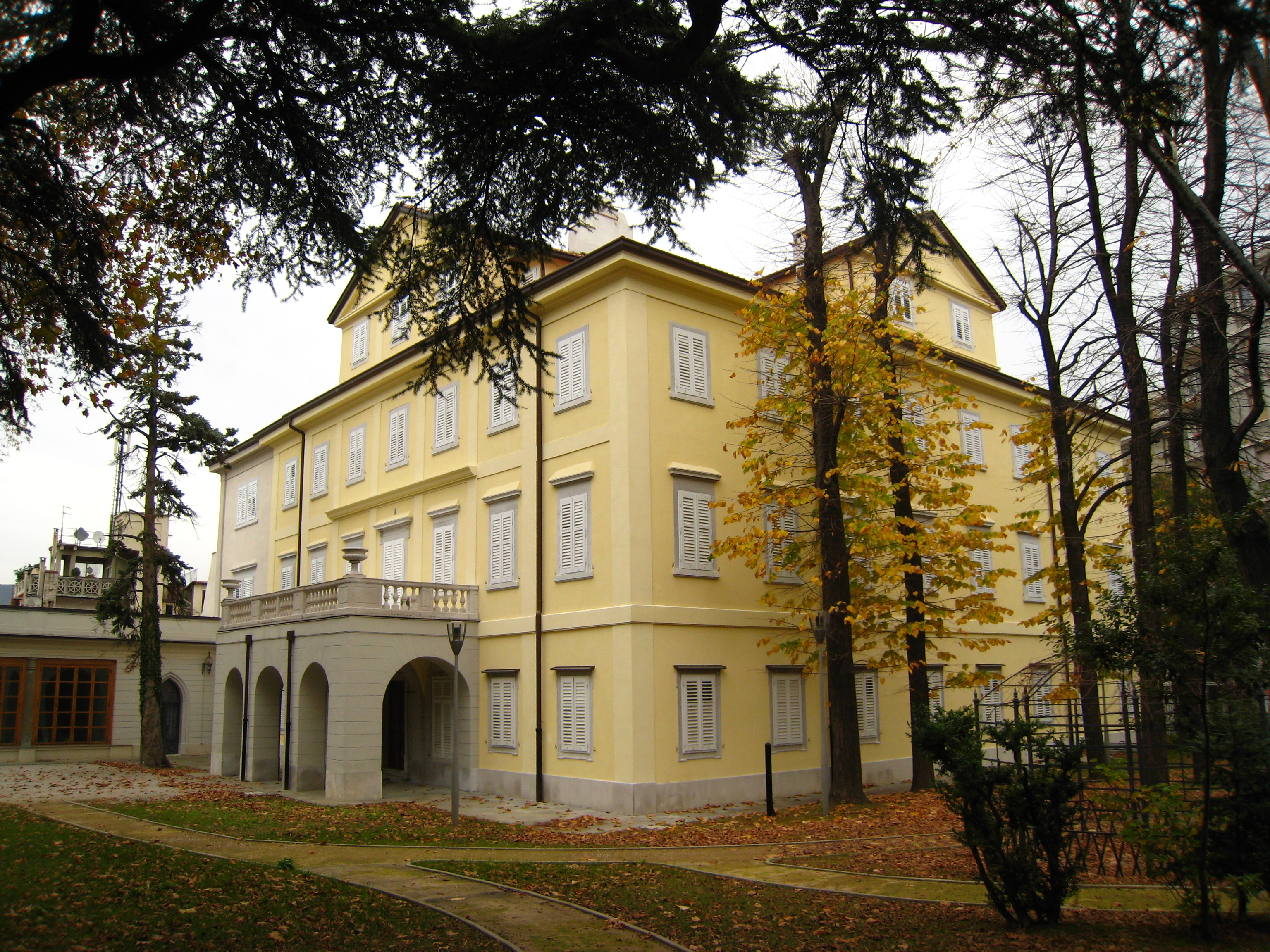
萨托里奥别墅

萨托里奥博物馆（Civico Museo Sartorio）是意大利北部的里雅斯特的一个博物馆。设于一座别墅内，主要展出陶瓷，以及 19 世纪末里雅斯特别墅的典型设备。
别墅除了本身在建筑上非常有趣之外，别墅除了本身在建筑上非常有趣之外，还有乔凡尼·巴蒂斯塔·提埃坡罗和詹巴蒂斯塔·皮托尼的画作，以及一个雕塑馆。博物馆于1949年部分向公众开放，1954年完全开放。2006年，经过一段时间的翻修，博物馆重新开放。
目前，博物馆在夏季举办临时展览和文化活动，如戏剧和音乐。

## 历史
别墅曾经属于来自圣雷莫的萨托里奥家族。1775年，由于业务扩张，该家族的一个分支搬到了的里雅斯特。彼得罗·萨托里奥与家人从圣雷莫搬到里雅斯特，并买下了这所房子，原来的房主法拉恩家族，来自埃及亚历山大。萨托里奥家族的最后一位继承人安娜·塞格雷·萨托里奥男爵夫人，将别墅及其所有家具留给的里雅斯特市议会，明确表示希望改为公共博物馆。
二战后，这栋别墅曾被盟军用作总部。